# Йост Гіпперт
Йост Гіпперт (12 березня 1956, Вінц-Нідервенігерн, нині Гаттінґен) — німецький мовознавець та кавказознавець, професор порівняльної лінгвістики Інституту емпіричної лінгвістики Університету імені Йоганна Вольфганга фон Ґете, в місті Франкфурт-на-Майні, письменник.

## Біографія
У 1972 році завершив навчання у гімназії імені Лейбніца в Ессен-Альтенессені. З 1972 по 1977 роки вивчав компаративну лінгвістику, індологію, японістику, а також сінологію у Марбурзькому університеті та у Вільному університеті в Берліні. Після завершення навчання у 1977 році отримав ступінь доктора наук. З 1977 по 1990 роки Йост Гіпперт займав посади науковця та наукового асистента, а також лектора в університетах Берліна, Відня, Зальцбурга. Взявши участь у науковому дослідженні з комп'ютерної лінгвістики у контексті східних мов, у 1991 захистив роботу в Бамберзькому університеті за темою «Запозичення з перської мови в армянську та грузинську». З 1994 року викладає компаративну лінгвістику в Університеті імені Йоганна Вольфганга фон Ґете, м. Франкфурт-на-Майні. З 1996 року професор Гіпперт стає почесним членом Грузинської академії наук, з 2002 року — член Турфан-комісії, а з 2007 року — член центру «Мова» Берлінсько-бранденбурзької академії наук.
У 1997 році професора Гіпперта внесли до плеяди почесних професорів Університету імені Сулхан-Саба Орбеліані (Тбілісі, Грузія), у 2009 році стає почесним доктором наук Університету імені Іване Явахішвілі, а в 2013 році отримує звання почесного професора Університету імені Шота Руставелі (Батумі, Грузія).
До сфери наукових та професійних інтересів професора належать викладання компаративної лінгвістики в Університеті імені Йоганна Вольфганга фон Ґете, вивчення індоєвропейських мов та історії їхнього розвитку, а також лінгвістична типологія мов Кавказу. Як комп'ютерний лінгвіст професор Гіпперт очолює ініційований ним TITUS-проект, який має на меті оцифровування текстових даних індоєвропейських, а також ареально наближених до них мов. Професор Гіпперт займається дослідженням історично-порівняльної лінгвістики, мовної типології, електронних корпусів даних і мовною документацією.

## Проекти (вибране)
- 1995—1998 (DFG): Avesta and Rigveda: Electronic Analysis
- 1995—1999 (INTAS): The Georgian Verbal System
- 1999—2002 (Volkswagen Foundation, EUR 117,900): Caucasian Languages and Cultures: Electronic Documentation
- Since 2000 (DFG): Graduate School «Types of Clauses: Variation and Interpretation»
- 2002—2006 (Volkswagen Foundation, EUR 167,800): Endangered Caucasian Languages in Georgia
- 2003—2007 (Volkswagen Foundation): Palimpsest Manuscripts of Caucasian Provenience
- 2005—2009 (INTAS): Georgian Gospels
- 2005—2007 (Volkswagen Foundation, EUR 189,000): The Linguistic Situation in modern-day Georgia[12]
- 2008—2014 (DFG, EUR 240,000): Old German Reference Corpus
- Since 2008 (BMBF): German Language Resource Infrastructure
- 2009 (Volkswagen Foundation, EUR 400,000): Aché Documentation Project
- Since 2009 (DFG/NEH, EUR 96,000): RELISH (Rendering Endangered Languages Lexicons Interoperable Through Standards Harmonization)
- Since 2009 (Volkswagen Foundation): Georgian Palimpsest Manuscripts
- 2010 (Google Inc., US$49,600): Corpus Caucasicum
- Since 2011 (HMWK, EUR 3,792,000): LOEWE Research Unit «Digital Humanities — Integrated Processing and Analysis of Text-based Corpora»
- Since 2011 (Volkswagen Foundation, EUR 299,600): Khinalug Documentation Project
- Since 2011 (DFG): Relative Clauses in a Typological View
- Since 2012 (Volkswagen Foundation, EUR 390,400): Georgian National Corpus

## Список вибраних публікацій
1. 1977: Zur Syntax der infinitivischen Bildungen in den indogermanischen Sprachen. (Europäische Hochschulschriften, 21/3) , 360 pp.; Frankfurt a/M, Bern, Las Vegas: Lang 1978. Doktor-Dissertation
2. 1990: Iranica Armeno-Iberica. Studien zu den iranischen Lehnwörtern im Armenischen und Georgischen. (Mayrhofer, Manfred [Hrsg. / ed.]), (Veröffentlichungen der Kommission für Iranistik, 26 / Sitzungsberichte der phil.-hist. Klasse der ÖAdW, 606), XXIII, 451 + 389 pp.; Wien: Österreichische Akademie der Wissenschaften 1993. Habilitationsschrift
3. 2007: Gippert, Jost / Sarjveladze, Zurab / Kajaia, Lamara: The Old Georgian Palimpsest Codex Vindobonensis georgicus 2. Edited by Jost Gippert in co-operation with Zurab Sarjveladze and Lamara Kajaia. (Monumenta Palaeographica Medii Aevi, Series Ibero-Caucasica, 1) , 368 pp.; Turnhout: Brepols 2007.
4. 2008: Gippert, Jost / Schulze, Wolfgang / Aleksidze, Zaza / Mahé, Jean-Pierre: The Caucasian Albanian Palimpsests of Mount Sinai (Monumenta Palaeographica Medii Aevi / Series Ibero-Caucasica, 2) , 2 vols., XXIV+530 pp.; Turnhout: Brepols 2009.
5. 2010: Gippert, Jost / Schulze, Wolfgang / Aleksidze, Zaza / Mahé, Jean-Pierre: The Caucasian Albanian Palimpsests of Mount Sinai. Vol. III: The Armenian Layer, edited by Jost Gippert. (Monumenta Palaeographica Medii Aevi / Series Ibero-Caucasica, 2-3) , 220 pp.; Turnhout: Brepols 2010.